# RVDT

구조

특징

RVDT(영어: Rotary Variable Differential Transformer)는 각도 변위를 측정하는 데 사용되는 전기적 변환장치 형태의 하나이다. 좀 더 자세히 알아보면 RVDT는 전자기적 트랜듀서가 있는데 이것은 교류(AC, alternating current) 출력 전압이 유입되고 입력 샤프트의 각도 변위에 따라 선형적으로 변한다. 고정된 교류 전원을 가진 에너지인 경우 출력 신호는 선형적이 되는데 이때 특정한 각도 변위 안에서 일어난다. RVDT는 브러쉬가 없고, 비접촉 방식기술로 장치를 오래 견디고 신뢰성을 갖는 무한 반복 센서 계통에 유용하다. 이같은 성능을 위해서 확실한 위치를 얻는 성능이 있어야 한다. 대부분의 RVDT는 두 개의 폴 로터로 감겨 있고 코팅으로 구성된다. 고정자는 네 개의 슬롯으로 되어 있는데 대칭으로 주회전자와 부회전자로 구성된다.